# Mackinia birsteini
Mackinia birsteini là một loài chân đều trong họ Janiridae. Loài này được Henry & Magniez miêu tả khoa học năm 1991.